# Island i olympiska vinterspelen 1984
Island deltog med fem deltagare vid de olympiska vinterspelen 1984 i Sarajevo. Ingen av landets deltagare erövrade någon medalj.